# Comet (programação)
Comet é um modelo de aplicação web que tem como principal característica a utilização de uma ligação persistente HTTP que permite ao servidor transmitir dados para o cliente sem que exista um pedido explícito. Esta técnica é chamada de Tecnologia Push. O termo Comet representa um grupo de recursos e técnicas utilizados para a interacção bilateral. Este termo teve o seu cunho em meados de 2006, e foi dado pelo Engenheiro de software Alex Russell ao postar no seu blog The new term was a play on Ajax (Ajax and Comet both being household cleaners, common in the USA). A sua maior característica é de fato a quebra do paradigma web no seu modelo original onde agregou a capacidade diferenciada de interação do servidor com o browser.
Outras nomenclaturas conhecidas são: Ajax Push, Reverse Ajax, Two-way-web, HTTP Streaming e HTTP server push.